# Zwartkopdwerghoningeter
De zwartkopdwerghoningeter (Myzomela rosenbergii) is endemische vogel uit de nevelwouden van Nieuw-Guinea. De soort is beschreven door Hermann Schlegel en genoemd naar de officier in het KNIL, ontdekkingsreiziger en verzamelaar Hermann von Rosenberg. Beiden waren Duitsers van origine in dienst van de Nederlandse overheid.

## Beschrijving
De zwartkopdwerghoningeter is een kleine honingeter uit het geslacht Myzomela met een lengte van 11 cm.
Het mannetje is afwisselend zwart en felrood gekleurd. De kop, vleugels en de staart zijn zwart. Het vrouwtje is grijsbruin met een rode vlek op de kin.

## Verspreiding en leefgebied
Het verspreidingsgebied van de zwartkopdwerghoningeter stekt zich uit over het centrale bergland en de andere gebergten van Nieuw-Guinea in de zone tussen de 1500 m en de 4000 m boven de zeespiegel. De zwartkopdwerghoningeter komt voor vaak in kleine groepjes in nevelwouden en gebieden hoog in de bergen met alleen struikgewas en soms ook in tuinen, foeragerend op nectar uit bloemen en insecten.

## Status
De grootte van de populatie is niet gekwantificeerd maar de soort wordt omschreven als vrij algemeen. Op de Rode lijst van de IUCN heeft deze soort de status niet bedreigd.